# 中国火星探测任务
中国火星探测任务是中华人民共和国国家航天局的火星探測計劃，为中国行星探测工程（PEC）的一部分，其任务探测器系列是屬於称为天问系列的行星探測計畫之一環，於2016年1月11日正式立项启动。
该计划前身为2011年国家航天局與歐洲、俄羅斯合作發射的首顆火星环绕探测器螢火一號。萤火一号遭遇失敗后，中国火星探测改为选用自主研制的运载火箭完成，并改为盡可能完成“绕、落、巡、回”其中幾步的複雜任务。
2020年7月23日，该计划的首个任务天问一号正式开始，包括了轨道器、着陆器与巡视器的天问一号以長征五號火箭从海南文昌航天发射场發射，准备一次性完成繞火、落火、巡火三階段任務。2021年2月10日，天问一号顺利实施近火制动，成功进入环火轨道，成为中国第一颗人造火星卫星。北京时间5月15日7时18分，天问一号着陆器携带祝融号火星车成功着陆于火星乌托邦平原南部预选着陆区，中国成为第二个完全成功着陆火星的国家。

## 前期準備

### 萤火系列计划
中国火星探测計劃原计划分三個階段：
- 階段1：火星环绕探测，并开展软着陆技术验证。
- 階段2：火星软着陆，开展火星就位探测。
- 階段3：火星采样返回。

萤火一号原计划是為了參與中国国家航天局、欧洲空间局、俄罗斯联邦航天局等國合作的探測火星計畫，以此計畫為藍本中方可附帶一顆小型衛星，共發射兩顆探測器衛星，等於是中方及俄方各一顆，於是加速開發出迷你探測機萤火一号，原预计於2009年順便搭载俄罗斯的联盟号运载火箭發射，2012年10月注入火星轨道，进行环绕火星的探测任务。但2009年6月成品抵達俄羅斯後，因俄方延遲，宣布推迟到2011年发射。2011年11月8日协调世界时20:16（北京時間9日凌晨04:16），萤火一号和俄罗斯的“福布斯-土壤”卫星一起搭载天顶-2SB运载火箭，从哈萨克斯坦境内的拜科努尔航天中心，成功发射。可是7小时后，俄方宣布福布斯-土壤卫星未能按计划实施变轨。2012年1月15日17时45分，返回地球大气层，在太平洋上空烧毁。中方首次火星探测计划失败。
"萤火一号"发射前，中国就决定“下一次探测火星将是完全自主的、开放国际参与的火星探测”，即使用中国国产的长征系列运载火箭实施发射，同时建设自己的深空测控网。2011年“萤火一号”发射失败后，这一决定得到确认。中国嫦娥一号卫星系统总指挥兼总设计师、中国科学院院士叶培建建议中国的火星探测能同时创新地实现火星绕、落探测，而当时世界上还没有国家在一次火星探测任务里同时完成这两项任务。
2012年8月，清华大学宇航技术研究中心尤政副主任向记者透露，萤火二号正在研制中，但“火星并不是中国深空探测的主要目标”。

### 天问计划筹备
2016年4月22日，国家航天局局长许达哲表示，“我国的火星探测计划今年1月11日已经正式立项，计划于2020年左右发射一颗火星探测卫星，一步实现绕火探测和着陆巡视”，“将研究火星的土壤环境、大气、以及水等话题。”
2016年8月23日，工程名稱和圖形標識全球徵集活動啟動。
2016年10月10日，中华人民共和国重大科技工程首次啟用形象大使，中國三大男高音（魏松、戴玉强、莫華倫）、袁莎、郎平、姚明、譚盾、郎朗、TFBOYS（王源、王俊凱、易烊千璽）、《三體》作者劉慈欣等12位名人获選聘，以增進廣大群眾對中國實施火星探測工程重大意義的深刻理解，鼓勵青少年對科學知識的強烈追求。
2018年6月，在联合国外空司的演讲中，中国首次火星探测任务和中国火星采样返回任务分别被暂时命名为“火星一号”和“火星二号”。
2020年4月24日，国家航天局在2020年中国航天日启动仪式上宣布，将中国行星探测任务命名为“天问”，将中国首次独立火星探测任务命名为“天问一号”。
2022年5月，中国火星采样返回任务确认命名为“天问三号”。

## 計劃阶段
- 阶段1：“绕、落、巡”：火星轨道器环绕探测、火星软着陆、火星车巡视器三合一任务。这一阶段任务已经由天问一号探测器及祝融号火星车于2020年至2021年间完成。
- 阶段2：“回”: 火星采样返回任务。这一阶段任务将由天问三号探测器于2028年至2031年间完成。

## 任务列表
| 任务名称 | 发射时间 （北京时间）      | 发射地点       | 运载火箭 | 探测器名称     | 入轨时间 （北京时间） | 着火时间 （北京时间） | 着火地点                                     | 工作时长 | 状态     | 备注                                                 |
| -------- | -------------------------- | -------------- | -------- | -------------- | --------------------- | --------------------- | -------------------------------------------- | -------- | -------- | ---------------------------------------------------- |
| 天问一号 | 2020年7月23日 12时41分15秒 | 文昌航天发射场 | 长征五号 | 天问一号轨道器 | 2021年2月10日         | —                     | —                                            | 1538天   | 仍在运作 |                                                      |
| 天问一号 | 2020年7月23日 12时41分15秒 | 文昌航天发射场 | 长征五号 | 天问一号着陆器 | 2021年2月10日         | 2021年5月15日 7时18分 | 乌托邦平原 25°06′N 109°54′E / 25.1°N 109.9°E | 3小时    | 成功     | 着陆器不搭载科学仪器，已于着陆结束后按计划停止运作。 |
| 天问一号 | 2020年7月23日 12时41分15秒 | 文昌航天发射场 | 长征五号 | 祝融号火星车   | 2021年2月10日         | 2021年5月15日 7时18分 | 乌托邦平原 25°06′N 109°54′E / 25.1°N 109.9°E | 1444天   | 仍在运作 | 于北京时间5月22日10时40分驶离着陆平台到达火星表面    |

## 任務詳情

### 天问一号
原计划在螢火一号由俄羅斯天顶-2SB运载火箭发射成功后，于2013年择机正式使用长征系列运载火箭自主发射火星探测器。由于萤火一号的发射失败，一些工作未能驗證，进程受挫，使这个火星探测器的研制工作继续拉長。它的规模比螢火一号更大，包含轨道器、着陆器和巡视器三个部分，将一次完成“绕”、“落”、“巡”三个步骤。2020年4月24日，它被命名为“天问一号”。2020年7月23日，天问一号搭乘长征五号运载火箭从中国文昌航天发射场发射。2021年，其携带的巡视器被正式命名为“祝融号”。
2021年2月10日，天问一号顺利实施近火制动，成功进入环火轨道，成为中国第一颗人造火星卫星。
2021年5月15日7时18分，天问一号着陆器携带祝融号火星车成功着陆于火星乌托邦平原南部预选着陆区，中国成为第二个完全成功着陆火星的国家。韩正在北京航天飞行控制中心观看天问一号探测器着陆情况，刘鹤在现场宣读了习近平的贺电。
北京时间5月22日10时40分，祝融号火星车安全驶离着陆平台，到达火星表面，开始巡视探测。
2021年6月11日，国家航天局公布了由祝融号火星车拍摄的首批科学影像图，标志着中国首次火星探测任务取得圆满成功。

### 天问三号
中国火星采样返回任务将基于2019年的嫦娥五号月球采样返回任务（实际完成于2020年底）以及2020年7至8月的天问一号火星“绕、落、巡”探测器的成功与否推进研制。计划由轨道器、巡视器、上升器、着陆器、返回舱五个部分组成。结构基于嫦娥五号月球采样返回任务设计。计划于2028年至2030年左右从海南文昌航天发射场发射，翌年抵达火星。轨道器/返回舱与巡视器/上升器/着陆器分离，轨道器/返回舱停留在火星近轨道，而巡视器/上升器/着陆器在火星表面进行推动力软着陆。巡视器（火星车）在火星表面采集岩土样本，存进上升器，上升器再从火星表面发射升空进入火星近轨道，经过变轨后与轨道器/返回舱交会对接，将样本输推进返回舱中，而后上升器脱离轨道器/返回舱。轨道器再次点火，携带返回舱进入火星-地球转移轨道。年后接近地球时，轨道器掉头逆向点火减速，并与返回舱分离，返回舱再入地球大气层，张开降落伞，在中国境内（内蒙古）进行软着陆，带回火星岩土样本。

## 未來計畫
在2021年全球航天探索大会上，中国运载火箭技术研究院院长王小军表示中国计划在2033年、2035年、2037年、2041年、2043年展开载人火星探测任务，當前第一步是机器人火星探测，包括采样、基地选址和原位资源利用等。第二步是初级载人探测，目的是载人火星着陆和基地建设；最后一步是航班化探测，并建立地球-火星经济圈。